# 旺角碼頭
旺角碼頭（英語：Mong Kok Ferry Pier）是香港昔日一個渡輪碼頭，位於九龍旺角山東街以西近甘霖街，舊油麻地避風塘北部，其後被大角咀碼頭取代。

## 歷史
油麻地小輪於1923年取得往中環至旺角的航線專營權，並於1924年1月1日開始正式提供服務，旺角碼頭於同日啟用。
1960年代，旺角碼頭設有巴士總站，當時停站的巴士線有九巴2B、11C、12B及13D。
1970年代，由於旺角碼頭設施陳舊，加上避風塘內的船隻影響碼頭上落客，再加上山東街的小販擺賣對碼頭做成滋擾，油麻地小輪便選取其北面的大角咀興建新碼頭，以取代旺角碼頭。1972年4月22日，全新的大角咀碼頭啟用，旺角碼頭遂於翌日起停用。